# Bahnstrecke Wiesloch Stadt–Waldangelloch
| Strecken Wiesloch Stadt–Waldangelloch und Wiesloch–Meckesheim |                             |                                                 |                                                 |
| Streckennummer (DB): | 9414                        |                                                 |                                                 |
| Kursbuchstrecke (DB): | 301b (bis 1970) 318p (1946) |                                                 |                                                 |
| Streckenlänge: | 13,2 km                     |                                                 |                                                 |
| Spurweite: | 1435 mm (Normalspur)        |                                                 |                                                 |
| Minimaler Radius: | 200 m                       |                                                 |                                                 |
| |                             |                                                 |                                                 |
| \| \| \| von Wiesloch-Walldorf \| \| \| \| 0,0 \| Wiesloch Stadt \| Wiesloch Stadt \| \| \| \| nach Meckesheim \| \| \| \| 0,6 \| Wiesloch Wellpappe[2] \| Wiesloch Wellpappe[2] \| \| \| 2,7 \| Rauenberg Nord (ab 1956) \| Rauenberg Nord (ab 1956) \| \| \| 3,4 \| Rauenberg \| Rauenberg \| \| \| 4,3 \| Rotenberg \| Rotenberg \| \| \| \| Waldangelbach \| \| \| \| 5,6 \| Mühlhausen bei Wiesloch Unterdorf \| Mühlhausen bei Wiesloch Unterdorf \| \| \| 6,2 \| Mühlhausen bei Wiesloch \| Mühlhausen bei Wiesloch \| \| \| 6,8 \| Tairnbach \| Tairnbach \| \| \| \| Waldangelbach \| \| \| \| 9,9 \| Eichtersheim (anfangs: Eichtersheim-Michelfeld) \| Eichtersheim (anfangs: Eichtersheim-Michelfeld) \| \| \| 11,0 \| Michelfeld (Baden) \| Michelfeld (Baden) \| \| \| 13,2 \| Waldangelloch \| Waldangelloch \| |                             |                                                 |                                                 |
| Strecke (außer Betrieb) |                             | von Wiesloch-Walldorf                           | von Wiesloch-Walldorf                           |
| Bahnhof (Strecke außer Betrieb) | 0,0                         | Wiesloch Stadt                                  | Wiesloch Stadt                                  |
| Abzweig geradeaus und nach links (Strecke außer Betrieb) |                             | nach Meckesheim                                 | nach Meckesheim                                 |
| Blockstelle (Strecke außer Betrieb) | 0,6                         | Wiesloch Wellpappe                              | Wiesloch Wellpappe                              |
| Haltepunkt / Haltestelle (Strecke außer Betrieb) | 2,7                         | Rauenberg Nord (ab 1956)                        | Rauenberg Nord (ab 1956)                        |
| Bahnhof (Strecke außer Betrieb) | 3,4                         | Rauenberg                                       | Rauenberg                                       |
| Haltepunkt / Haltestelle (Strecke außer Betrieb) | 4,3                         | Rotenberg                                       | Rotenberg                                       |
| Brücke über Wasserlauf (Strecke außer Betrieb) |                             | Waldangelbach                                   | Waldangelbach                                   |
| Haltepunkt / Haltestelle (Strecke außer Betrieb) | 5,6                         | Mühlhausen bei Wiesloch Unterdorf               | Mühlhausen bei Wiesloch Unterdorf               |
| Bahnhof (Strecke außer Betrieb) | 6,2                         | Mühlhausen bei Wiesloch                         | Mühlhausen bei Wiesloch                         |
| Haltepunkt / Haltestelle (Strecke außer Betrieb) | 6,8                         | Tairnbach                                       | Tairnbach                                       |
| Brücke über Wasserlauf (Strecke außer Betrieb) |                             | Waldangelbach                                   | Waldangelbach                                   |
| Bahnhof (Strecke außer Betrieb) | 9,9                         | Eichtersheim (anfangs: Eichtersheim-Michelfeld) | Eichtersheim (anfangs: Eichtersheim-Michelfeld) |
| Haltepunkt / Haltestelle (Strecke außer Betrieb) | 11,0                        | Michelfeld (Baden)                              | Michelfeld (Baden)                              |
| Kopfbahnhof Streckenende (Strecke außer Betrieb) | 13,2                        | Waldangelloch                                   | Waldangelloch                                   |

Die Bahnstrecke Wiesloch Stadt–Waldangelloch war eine privat betriebene Eisenbahnstrecke im Rhein-Neckar-Kreis, Baden-Württemberg, deren Verkehr 1980 eingestellt wurde. Die normalspurige Strecke führte vom Bahnhof Wiesloch Stadt nach Waldangelloch und wurde regional im Abschnitt zwischen Rauenberg und Waldangelloch nach dem Waldangelbach auch Angelbachtalbahn genannt.
Die Betreiber und Eigentümer der 13,2 Kilometer langen, eingleisigen Nebenbahn waren allesamt private Eisenbahngesellschaften: Von der Eröffnung bis zum 31. Dezember 1931 betrieb die Badische Lokal-Eisenbahnen AG (BLEAG) die Strecke, ihr folgte vom 1. Januar 1932 bis zum 30. April 1963 die Deutsche Eisenbahn-Betriebsgesellschaft (DEBG) und vom 1. Mai 1963 bis zur Stilllegung wurde die Nebenbahn von der Südwestdeutschen Eisenbahn-Gesellschaft (SWEG) betrieben.

## Verlauf
Die Strecke begann im Bahnhof Wiesloch Stadt, wo sie von der Bahnstrecke Wiesloch–Meckesheim abzweigte. Sie verlief durch das Waldangelbachtal nach Waldangelloch.

## Geschichte

### Bau
Als in der zweiten badischen Kammer das Bahnprojekt Wiesloch Stadt–Waldangelloch zusammen mit dem Bahnprojekt Wiesloch–Meckesheim einstimmig angenommen wurden, begannen 1898 die Bauarbeiten für die beiden Bahnstrecken. Die BLEAG, die aus einem Zusammenschluss von zwei Berliner Banken, der Westdeutschen Eisenbahngesellschaft (WEG) in Köln und der Berliner Handelsgesellschaft und dem Geheimen Kommerzienrat Lenz hervorgegangen ist, wurde beauftragt, die beiden Strecken zu bauen und zu betreiben. 1900 fanden Enteignungsverfahren für die Grundstücke statt, die auf der Trasse lagen und deren Besitzer das Land nicht freiwillig verkaufen wollten.

### BLEAG-Ära (1901–1931)
Am 16. Oktober 1901 eröffnete die Badische Lokal-Eisenbahnen AG (BLEAG) die Strecke Wiesloch Stadt–Waldangelloch. Den Betriebsmittelpunkt dieser Strecke sowie der Bahnstrecke Wiesloch–Meckesheim bildete der Bahnhof Wiesloch Stadt.

#### Erster Fahrplan
Der erste Fahrplan, der von BLEAG herausgegeben wurde und der ab der Betriebseröffnung am 1. Oktober 1901 galt, verzeichnete auf der Strecke vier Zugpaare vom Staatsbahnhof Wiesloch nach Waldangelloch. Die Züge hatten in der Regel Anschluss in Wiesloch von und nach Heidelberg und Karlsruhe. Die Fahrt von Wiesloch nach Waldangelloch dauerte von Wiesloch aus hin und zurück durchschnittlich 51 Minuten.
Bereits im ersten Fahrplan wurde Rücksicht auf Schüler, Marktleute und Beamte genommen. So traf der erste Zug aus Waldangelloch um 8 Uhr ein.
Der Fahrzeugbestand belief sich bei der Eröffnung auf vier Lokomotiven, zwei Motorwagen, elf Personen-, Post- und Gepäckwagen und 40 Güterwagen.
Die Jahre bis zum Ersten Weltkrieg waren wirtschaftlich gute Jahre für die Nebenbahn. Die Einnahmen überwogen bis 1914 die Ausgaben. Gründe dafür waren, dass sich das Passagieraufkommen gut entwickelte, da die Bahn noch nicht mit anderen Verkehrsmitteln konkurrierte. Mit Ausbruch des Ersten Weltkriegs wurde die Nebenbahn zum Truppentransport genutzt.
Es kam im Verlauf des Kriegs zum ersten Rückgang der Fahrgastzahlen, von dem sich die Nebenbahn mit Kriegsende wieder erholen konnte.
Am 15. Dezember 1921 wurde ein Zustandsbericht von der BLEAG zur Wirtschaftlichkeit der Bahn herausgegeben: Dort wurde berichtet, dass die Strecke von der dichten Besiedlung, der wohlhabenden Landwirtschaft und den vielen kleinen Industrien des Angelbachtals profitiere und deshalb dauernd rentabel sei.

### DEBG-Ära (1932–1963)
Die Bahn ging am 1. Januar 1932 von der BLEAG auf die Deutsche Eisenbahn-Betriebsgesellschaft AG (DEBG) über. Die Kriegsjahre überstand die Strecke weitgehend unversehrt.

### SWEG-Ära (1963–1980)
Die DEBG übertrug die „Nebenbahn Wiesloch-Schatthausen-Waldangelloch“ am 1. Mai 1963 auf die Südwestdeutsche Eisenbahn-Gesellschaft (SWEG).
Die SWEG stellte am 31. Mai 1980 den planmäßigen Personenverkehr auf der gesamten Strecke ein und ersetzte ihn durch die SWEG-Buslinie 3, die inzwischen als Linie 703 weiterbesteht. Der Güterverkehr endete ebenfalls am 31. Mai 1980.

## Relikte

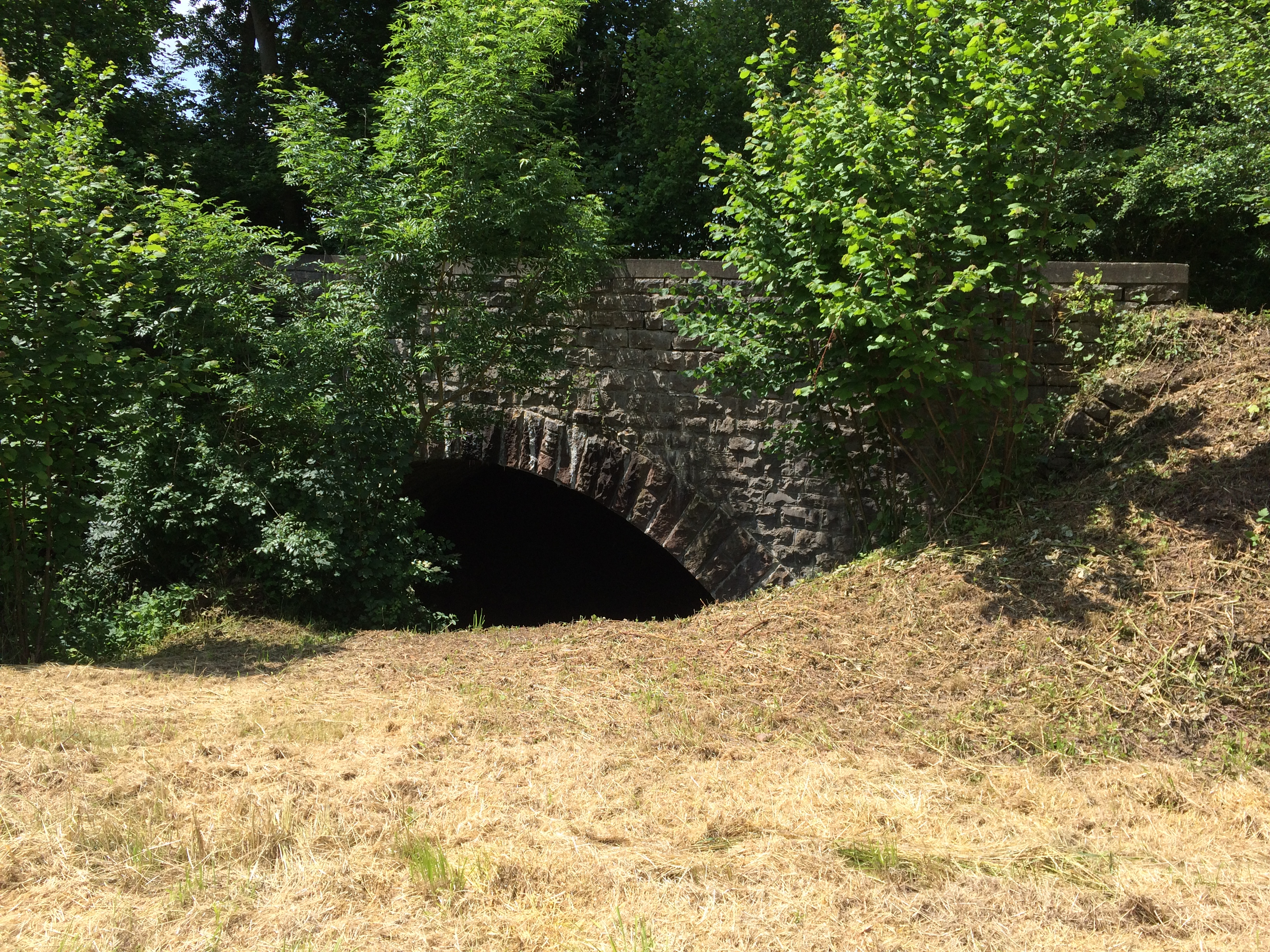
Brücke bei Eichtersheim

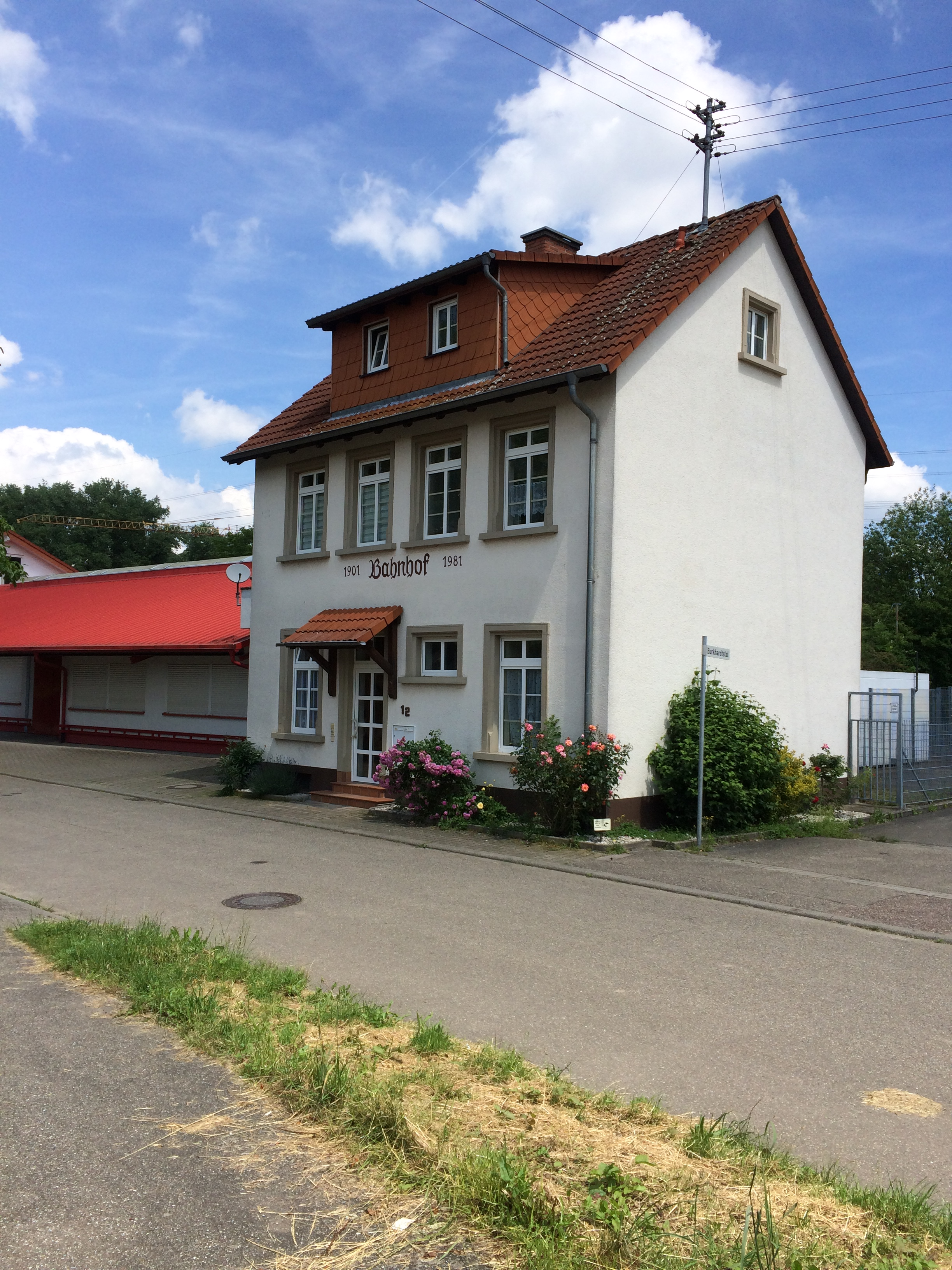
Bahnhofsgebäude Waldangelloch im Juni 2016

Die Strecke ist heute (2016) zurückgebaut, kann aber vielerorts noch nachvollzogen werden – oftmals als Fahrradweg. Einige Relikte, wie Brücken und Gleisreste, bestehen noch.
Südlich der L594 verläuft der Fahrradweg parallel zur alten Strecke – hier liegt an einer Kreuzung auch ein Denkmal – bis kurz vor Rauenberg. Im nördlichen Rauenberg kann die alte Trasse als Grünstreifen wahrgenommen werden, während sie weiter südlich wieder als Radweg zwischen den Häusern verläuft. Nördlich des Rauenberger Bahnhofes gibt es wieder ein Denkmal. Der Bahnhof selber besteht nicht mehr, jedoch ist die frühere Anlage als großzügiger Platz vor einem Winzerhof auszumachen. Der Radweg verläuft bis zum Ortseingang von Rotenberg weiter auf der Trasse.
In Mühlhausen ist die Trasse ebenfalls wieder per Rad zu erfahren, wobei auch hier der frühere Bahnhof als Freifläche zu erkennen ist. Östlich des Regenrückhaltebeckens setzt sich der Fahrradweg auf der alten Trasse bis kurz vor dem Ortseingang von Eichtersheim fort. Kurz vor dem Eichtersheimer Ortseingang steht noch heute eine Brücke über einen Bach. Ein Geländeeinschnitt wurde Ende der 1980er Jahre mit Bauaushubmaterial zugeschüttet. Das Bahnhofsgebäude von Eichtersheim besteht als Wohnhaus. In der ehemaligen Güteranlage konnte man bis vor Kurzem noch Gleisreste sehen, diese sind aber im Zuge einer Umgestaltung des Areals nun entfernt worden.
Die nächsten erkennbaren Abschnitte erstrecken sich vom Schlosspark – etwa beim Festplatz – bis zu einem Neubaugebiet in Michelfeld und etwa mittig zwischen Michelfeld und Waldangelloch bis zum früheren Waldangellocher Bahnhof. Auch hier sind das Bahnhofsgebäude sowie die Güterhalle noch vorhanden.

## Streckennachbau im Modell
Der Verein der Modelleisenbahnfreunde Kurpfalz hat mit einiger Genauigkeit die Bahnanlagen und das Gleisbild des Stadtbahnhofs Wiesloch ebenso wie die Strecke bis hinter Rauenberg nachgebaut.